# Max Erdmannsdörfer
Max Erdmannsdörfer, född 14 juni 1849, död 14 februari 1905, var en tysk dirigent.
Erdmannsdörfer studerade vid konservatoriet i Leipzig, var hovkapellmästare i Sondershausen, konsertdirigent i Moskva, Bremen och Sankt Petersburg, samt hovkapellmästare. Erdmannsdörfer var även dirigent för akademikonserterna och lärare vid akademin för tonkonst i München. Hans maka, Pauline Erdmannsdörfer (född Oprawill), efter sina adoptivfar kallad Fichtner (1847-1916), var en framstående pianist och framstående pianopedagog. Hon hade varit elev till Franz Liszt.